# Distretto di Chalaco
Il distretto di Chalaco è un distretto del Perù, facente parte della provincia di Morropón, nella regione di Piura.